# Кескер, Юло
Юло Кескер (эст. Ülo Kesker; 29 июля 1934, Хаапсалу, Ляэнемаа — 31 июля 2019) — эстонский и украинский, затем израильский шашист, спортивный функционер и журналист. Многократный чемпион Эстонии по русским и международным шашкам. Путешественник, социолог.
Мастер спорта СССР по русским (1958) и международным шашкам (1963)

## Спортивная биография
Семикратный чемпион Эстонии по русским шашкам (1950, 1952, 1953, 1956, 1957, 1963, 1965). Четырёхкратный чемпион Эстонии по международным шашкам (1956, 1959, 1962, 1963).